# Bandar-e Gasheh
Bandar-e Gasheh (persiska: بندر گشه) är en ort i Iran.   Den ligger i provinsen Hormozgan, i den södra delen av landet, 1 100 km söder om huvudstaden Teheran. Bandar-e Gasheh ligger 7 meter över havet och antalet invånare är 509.
Terrängen runt Bandar-e Gasheh är platt. Havet är nära Bandar-e Gasheh åt sydost. Närmaste större samhälle är Bandar-e Lengeh, 3,8 km nordost om Bandar-e Gasheh. 